# 최창권
최창권(崔彰權, 1934년 10월 26일 ~ 2008년 1월 25일)은 한때 피아니스트 활동한 대한민국의 작곡가이며 한국 뮤지컬의 개척자이다.

## 이력
본관은 동주(東州)이며 그는 대한민국 뮤지컬의 대부로도 불린다. 널리 알려진 작품은 뮤지컬 《살짜기 옵서예》와 영화 《로보트 태권브이》의 음악이다.
평안북도 강계 출생으로, 서울대 음대 작곡과를 중퇴한 그는 1953년 미8군 무대에서 피아니스트로 데뷔하였으며 1956년부터 1959년까지 육군본부 군악대에서 복무하였고 1959년 육군 병장 제대 이후 1960년대 예그린악단에서 활동하는 것을 계기로 많은 뮤지컬을 작곡하였고, 100편이 넘는 영화 음악을 작곡하였다.
1970년대 중반부터 1980년대 초반까지 뮤지컬센터 미리내를 창단해서 연기자 양성과 뮤지컬 제작에도 힘썼으며 1980년대 초반부터 중반까지 서울시립가무단(현 서울시뮤지컬단)의 단장을 역임하였다.
86 아시안게임과 88 서울올림픽의 개,폐회식 음악의 일부를 만들기도 했다.
첫째 아들은 작사가 겸 작곡가 최명섭, 둘째 아들은 가수 겸 뮤지컬 배우 최호섭, 셋째 아들은 작곡가 최귀섭이다.
2008년 1월 25일 22시경, 지병으로 인하여 자택에서 향년 73세의 나이로 타계하였다. 유해는 경기도 안성의 유토피아추모관에 봉안되었다.

## 소속
- 前 예그린악단 음악실장 겸 지휘자
- 前 동양방송(TBC) 라디오악단 단장
- 前 뮤지컬센터 미리내 단장
- 前 서울예술전문대학 실용음악학과 겸임교수
- 前 서울시립가무단(현 서울시뮤지컬단) 단장

## 이외 경력
- 前 한국뮤지컬협회 회장
- 前 한국영화음악작곡가협회 회장
- 前 공연윤리위원회 등급윤리위원

## 대표작

### 뮤지컬
- 《살짜기 옵서예》
- 《꽃님이 꽃님이 꽃님이》
- 《바다여 말하라》
- 《이런 사람》
- 《이 화창한 아침에》
- 《rock 뮤지컬 : 화랑 원술》
- 《장보고의 꿈》

### 영화 음악
- 《영광의 블루스》
- 《삼포 가는 길》
- 《남성금지구역》
- 《길 잃은 철새》
- 《로보트 태권브이》
- 《뽕》
- 《문》

### 기타 작품
- 가요 《살짜기 옵서예》
- 가요 《길 잃은 철새》
- 가요 《짚세기 신고 왔네》
- 가요 《남성금지구역》
- 군가 《전선을 간다》
- 군가 《최후의 5분》
- 군가 《용사의 다짐》

## 수상 경력
- 1966년 《길 잃은 철새》로 제1회 무궁화상 편곡상 수상[5]
- 1975년 영화 《삼포 가는 길》로 대종상 음악상 수상[6]
- 1977년 영화 《문》으로 대종상 음악상 수상[7]
- 1981년 영화 《초대받은 사람들》로 대종상 음악상 수상[8]
- 1986년 영화 《뽕》으로 아태영화제 음악상 수상
- 1996년 옥관문화훈장 수여.
- 2007년 제3회 제천국제음악영화제 제천영화음악상 수상
- 2008년 제2회 더뮤지컬어워즈 공로상 수상

## 같이 보기
- 폴 모리아